# Xima (socken i Kina, Shanxi)
Xima (kinesiska: 西马, 西马乡) är en socken i Kina. Den ligger i provinsen Shanxi, i den norra delen av landet, omkring 87 kilometer söder om provinshuvudstaden Taiyuan. Antalet invånare är 10 191. Befolkningen består av 4 677 kvinnor och 5 514 män. Barn under 15 år utgör 17,0 %, vuxna 15-64 år 73 %, och äldre över 65 år 8,0 %.
Genomsnittlig årsnederbörd är 676 millimeter. Den regnigaste månaden är juli, med i genomsnitt 238 mm nederbörd, och den torraste är december, med 3 mm nederbörd.